# Arthur Ullrich
Arthur Ullrich, född 10 oktober 1957 i Berlin, Tyskland, är en östtysk fotbollsspelare som tog OS-silver i fotbollsturneringen vid de olympiska sommarspelen 1980 i Moskva.

### Fotnoter
1. ↑  ”Arkiverade kopian”. Arkiverad från originalet den 6 oktober 2014. https://web.archive.org/web/20141006131506/http://www.sports-reference.com/olympics/summer/1980/FTB/mens-football.html. Läst 24 april 2016. Herrarnas fotbollsturnering vid sommar-OS 1980 på Sports-reference.com
2. ↑  BFC Dynamo-Spieler von A-Z Arkiverad 18 maj 2008 hämtat från the Wayback Machine.
3. ↑  Östtyskland 1981/82
4. ↑  Heinrich Göbel Oberschule[död länk]